# Эргене
Эргене́ (тур. Ergene, греч. Εργίνης) — река в европейской части Турции, в Восточной Фракии, левый и последний значительный приток реки Марица (Эврос, Мерич, в древности — Геброс). Берёт начало на южных склонах гор Странджа. Впадает в Марицу на приморской равнине севернее города Ипсала. В древности называлась Агриан (др.-греч. Ἀγριάνης, лат. Erginus), упоминается Геродотом. Византийским авторам была известна под названием Ригина.
Значительные города на реке — Узункёпрю, Пехливанкёй, Черкезкёй и Муратлы. Через реку в XV веке был перекинут мост Узункёпрю — самый длинный мост Османской империи.